# Pháo quyền
Pháo quyền, là cách gọi tắt, tên gọi đầy đủ là Tam Hoàng Pháo Chùy (chữ Hán: 三皇炮捶, bính âm: Sān Huáng Pào Chuí, dịch nghĩa tiếng Anh: Three Emperor Cannon Punch, đôi khi dịch tắt là Canon Fist) là một bộ môn quyền thuật thuộc miền Bắc Trung Hoa được sáng tác rất xa xưa thời Tam hoàng Ngũ đế, trước cả thời nhà Hạ và nhà Thương.
Do lưu thuyết rằng Pháo quyền xuất hiện vào thời Tam hoàng Ngũ đế trên mà Tam hoàng Pháo quyền còn có tên là Tam Tinh Pháo quyền (Three Star Cannon Punch) tượng trưng cho 3 vị thần và cũng là Tam hoàng trong sự tích Tam hoàng Ngũ đế là Phục Hi (Fuxi), Thần Nông (Shen Nong), và Thủy thần Cung Công (Gong Gong) mà sau này được thay bằng bà Nữ Oa (Nüwa) hay Toại Nhân (Shuiren) .
Sau đó đến thời nhà Tùy và nhà Đường, buổi bình minh của chùa Thiếu Lâm Tung Sơn Hà Nam, Pháo quyền được tích hợp vào Thiếu Lâm quyền và trở thành một trong những bài tập thiết yếu của các sư tăng trong các tu viện của Thiếu Lâm. Sự phổ truyền bộ môn này vào chùa là do một võ sư tại núi Nga Mi.
Sau này chùa Thiếu Lâm Tung Sơn gọi bài này là Tam lộ Pháo quyền, có tài liệu lại gọi là bài Pháo trùy và cho biết bài ngày và bài Pháo trùy của Thái cực quyền nguyên thủy ở làng Trần gia câu tỉnh Hà Nam (Trung Quốc) là một, tên thiệu các chiêu thức quyền thuật cũng là một, do vậy giữa Thái cực quyền và Thiếu Lâm quyền Tung Sơn Hà Nam có một mối liên hệ gần nhau và có cùng một nguồn gốc có ảnh hưởng qua lại với nhau bắt đầu từ viên đại tướng vào giữa thời nhà Minh là Thích Kế Quang .
Thuyết khác lại nói rằng khoảng cuối thời nhà Minh đầu thời nhà Thanh vào đầu thế kỷ 17 (năm 1600) Pháo quyền được sáng tác. Sư Phổ Chiếu (Pu Zhao) của chùa Thiếu Lâm Tung Sơn Hà Nam, trong khi đi lang thang trong núi Nga Mi ở Tứ Xuyên đã gặp một đạo sĩ thuộc phái võ Nga Mi truyền dạy cho môn quyền thuật này, sau đó đã phát triển loại quyền thuật này và truyền thụ lại cho Cam Phổ Trì (Gan Genchi) và Kiều Tam Tú (Qiao San Xiu), Kiều Tam Tú truyền lại cho con là Kiều Hạc Linh (Qiao He Ling). Khi Kiều Hạc Linh đi chơi núi Nga Mi gặp Vu Liên Đăng (Yu Lian Deng) người Sơn Đông và Tống Mai Luân (Song Mai Lung) bàn về đạo, luận về võ rất vừa ý nên thu làm học trò.
Vu, Tống sau khi học nghệ thành tài trở về quê hương, ra sức phát triển và truyền bá sâu rộng trong dân gian hình thành Vu, Tống là hai lưu phái lớn, do vậy xuất hiện thuyết "quyền Vu, tay Tống" (nguyên văn: Vu quyền, Tống thủ) làm cơ sở cho việc phát triển vững chắc môn Pháo trùy sau này.
Lưu phái Vu (Yu branch) còn giữ các bài quyền nguyên gốc, trong khi lưu phái Tống (Song branch) kết hợp với 12 trường phái khác bên ngoài và sáng tạo thêm các đường quyền (sáo lộ) mới.
Hiện nay Pháo quyền rất thịnh hành và phổ biến rộng rãi trong dân gian khắp các vùng tỉnh miền Bắc Trung Hoa như Bắc Kinh, Sơn Đông, Hà Bắc, Liêu Ninh, Hà Nam và Cát Lâm.
Đây là loại quyền pháp nổi tiếng là có lối đấm đá ào ạt và nhanh trông giống như đại bác khai hỏa phóng ra ào ạt những viên đạn cối lửa. Phong cách loại quyền này lấy sự nhu nhuyễn và cương mãnh làm cốt lõi trong các bài tập ứng chiến. Trong khi luyện tập yêu cầu người luyện phải kết hợp công thủ hài hòa trên cơ sở của hai năng lực âm dương. Chiến thuật ứng chiến thường bao gồm các thế tấn công và phòng thủ liên tiếp nhau khi tiến khi thoái.
Trong bài quyền thường hay dùng thập tự thủ quyền (hai tay quyền giao chéo nhau phía trước ngực) và các thế tấn ngồi xổm bước vòng quanh. Hai tay khi phóng quyền thường dùng các chuyển động cong trông như cánh cung co lại bật dây cung phóng tên.
Đặc điểm kỹ pháp của bài quyền ít, giá thế gấp gáp, kết cấu đơn giản chọn lọc, động tác rõ nhanh, quyền pháp dày đặc, phát kình cương mãnh.
Bài quyền chủ yếu có 12 bài, hiện chỉ còn có 7 bài. Quyền pháp cơ bản có 24 pháo tức pháo mở cửa (khai môn pháp), bổ núi (phách sơn), liên hoàn pháo, chuyển góc (chuyển giác) chữ thập, não hậu, trì đỗ, xung thiên, liêu âm khều âm chọc đất (trát địa), oa tâm pháp và thất tinh pháo.
Pháo quyền rất được người Trung Hoa ưa thích vì tính đơn giản và hiệu quả thực chiến cao.
Sau này tại làng Trần gia câu thuộc tỉnh Hà Nam xuất hiện môn Thái cực quyền là nguồn gốc các dòng phái Thái cực quyền ngày nay cũng có bài Pháo trùy tựa hệt như Pháo quyền của Thiếu Lâm Tung Sơn Hà Nam.

## Phim tài liệu tham khảo
- Film Sanhuang Paochui (phim Tam hoàng Pháo chùy)
- Film Sanhuang Paochui (phim Tam hoàng Pháo chùy)
- Film Shaolin Paochui (phim Thiếu Lâm Pháo chùy)
- Film Chen ji Taiji quan Paochui (phim Pháo chùy Thái cực quyền Trần gia)